# Ligne Shōnan-Shinjuku
La ligne Shōnan-Shinjuku (湘南新宿ライン, Shōnan Shinjuku Rain) est une ligne ferroviaire du réseau JR East au Japon qui relie les préfectures de Gunma, Tochigi, Saitama, Tokyo et Kanagawa. Cette ligne n'a pas de voies dédiées et emprunte des sections d'autres lignes, dont la ligne Takasaki, la ligne Utsunomiya, la ligne Saikyō, la ligne Yokosuka et la ligne principale Tōkaidō.

## Service et interconnexion
La ligne est divisée en deux sous-lignes, classées selon leurs interconnexion aux terminus :
- Ligne Utsunomiya (gare de Utsunomiya)-ligne Shōnan-Shinjuku-ligne Yokosuka (gare de Zushi). Service local et rapide.
- Ligne Takasaki (gare de Takasaki)-ligne Shōnan-Shinjuku-ligne Tōkaidō (gare de Odawara). Service rapide et spécial rapide.

Attention, les services rapides des lignes Utsunomiya-lignes Yokosuka et des lignes Takasaki-ligne Tōkaidō sont différents.

## Gares

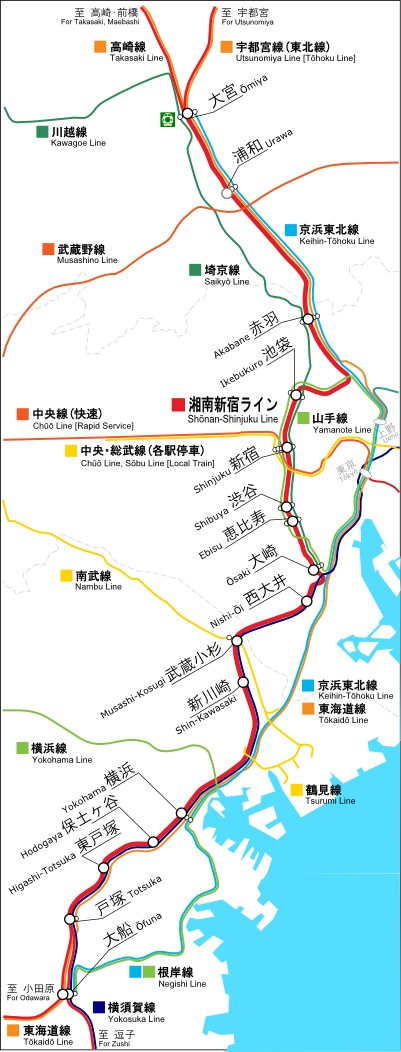
Les gares de la ligne Shōnan-Shinjuku

| Ligne (nom officiel)                             | Numéro                                           | Gare                                             | Nom japonais                                     | Distance depuis Ōmiya (km)                       | JU ligne Utsunomiya | JU ligne Utsunomiya | JU ligne Takasaki | JU ligne Takasaki | Correspondances | Localisation               | Localisation           |
| ------------------------------------------------ | ------------------------------------------------ | ------------------------------------------------ | ------------------------------------------------ | ------------------------------------------------ | ------------------- | ------------------- | ----------------- | ----------------- | --- | -------------------------- | ---------------------- |
| Service des trains sur les lignes interconnectés | Service des trains sur les lignes interconnectés | Service des trains sur les lignes interconnectés | Service des trains sur les lignes interconnectés | Service des trains sur les lignes interconnectés | Local               | Rapide              | Local             | Spécial Rapide    | |                            |                        |
| Service des trains sur la ligne Shōnan-Shinjuku  | Service des trains sur la ligne Shōnan-Shinjuku  | Service des trains sur la ligne Shōnan-Shinjuku  | Service des trains sur la ligne Shōnan-Shinjuku  | Service des trains sur la ligne Shōnan-Shinjuku  | Local               | Rapide              | Rapide            | Spécial Rapide    | |                            |                        |
| Ligne principale Tōhoku                          | OMYJS24                                          | Ōmiya                                            | 大宮                                             | 0                                                | ●                   | ●                   | ●                 | ●                 | JR East Shinkansen : Akita, Jōetsu, Hokuriku, Tōhoku, Yamagata JR East : Kawagoe , JK Keihin-Tōhoku, JA Saikyō, JU Takasaki (interconnexion), JU Utsunomiya (interconnexion) Tōbu : Urban Park New Shuttle  | Saitama                    | Préfecture de Saitama  |
| Ligne principale Tōhoku                          | URWJS23                                          | Urawa                                            | 浦和                                             | 6,1                                              | ●                   | ●                   | ●                 | ●                 | JR East : JK Keihin-Tōhoku, JU Takasaki, JU Utsunomiya | Saitama                    | Préfecture de Saitama  |
| Ligne principale Tōhoku                          | ABNJS22                                          | Akabane                                          | 赤羽                                             | 17,1                                             | ●                   | ●                   | ●                 | ●                 | JR East : JK Keihin-Tōhoku, JASaikyō, JU Takasaki, JU Utsunomiya | Kita (Ville de Tōkyō)      | Tokyo                  |
| Ligne fret Yamanote                              | IKBJS21                                          | Ikebukuro                                        | 池袋                                             | 22,6                                             | ●                   | ●                   | ●                 | ●                 | JR East : JA Saikyō, JY Yamanote Seibu : Ikebukuro Tōbu : TJ Tōjō Tokyo Metro : F Fukutoshin, M Marunouchi, Y Yūrakuchō                                                                                     | Toshima (Ville de Tōkyō)   | Tokyo                  |
| Ligne fret Yamanote                              | SJKJS20                                          | Shinjuku                                         | 新宿                                             | 27,4                                             | ●                   | ●                   | ●                 | ●                 | JR East : JC Chūō, JB Chūō-Sōbu, Saikyō, JY Yamanote Keiō : Keiō, Nouvelle Keiō Odakyū : Odawara Tokyo Metro : M Marunouchi Toei : E Ōedo, S Shinjuku                                                       | Shinjuku (Ville de Tōkyō)  | Tokyo                  |
| Ligne fret Yamanote                              | SBYJS19                                          | Shibuya                                          | 渋谷                                             | 30,8                                             | ●                   | ●                   | ●                 | ●                 | JR East : Saikyō, JY Yamanote Keiō : Inokashira Tokyo Metro : G Ginza, F Fukutoshin, Z Hanzōmon Tōkyū : DT Den-en-toshi, TY Tōyoko                                                                          | Shibuya (Ville de Tōkyō)   | Tokyo                  |
| Ligne fret Yamanote                              | EBSJS18                                          | Ebisu                                            | 恵比寿                                           | 32,4                                             | ●                   | ●                   | ●                 | ｜                | JR East : JA Saikyō, JY Yamanote Tokyo Metro : H Hibiya | Shibuya (Ville de Tōkyō)   | Tokyo                  |
| Ligne fret Yamanote                              | OSKJS17                                          | Ōsaki                                            | 大崎                                             | 36,0                                             | ●                   | ●                   | ●                 | ●                 | JR East : Saikyō, JY Yamanote TWR : Rinkai | Shinagawa (Ville de Tōkyō) | Tokyo                  |
| Ligne principale Tōkaidō                         | JS16                                             | Nishi-Ōi                                         | 西大井                                           | 41,6                                             | ●                   | ●                   | ｜                | ｜                | JR East : JO Yokosuka | Shinagawa (Ville de Tōkyō) | Tokyo                  |
| Ligne principale Tōkaidō                         | MKGJS15                                          | Musashi-Kosugi                                   | 武蔵小杉                                         | 48,0                                             | ●                   | ●                   | ●                 | ●                 | JR East : JN Nambu Tōkyū : MG Meguro, Toyoko | Kawasaki                   | Préfecture de Kanagawa |
| Ligne principale Tōkaidō                         | JS14                                             | Shin-Kawasaki                                    | 新川崎                                           | 50,7                                             | ●                   | ●                   | ｜                | ｜                | JR East : JO Yokosuka | Kawasaki                   | Préfecture de Kanagawa |
| Ligne principale Tōkaidō                         | YHMJS13                                          | Yokohama                                         | 横浜                                             | 62,9                                             | ●                   | ●                   | ●                 | ●                 | JR East : JK Keihin-Tōhoku, JK Negishi, JT Tōkaidō, JH Yokohama, JO Yokosuka Tōkyū : TY Tōyoko Keikyū : Keikyū Sōtetsu : Sōtetsu Métro de Yokohama : ligne bleue Yokohama Minatomirai Railway : Minatomirai | Yokohama                   | Préfecture de Kanagawa |
| Ligne principale Tōkaidō                         | JS12                                             | Hodogaya                                         | 保土ヶ谷                                         | 65,9                                             | ●                   | ●                   | ｜                | ｜                | JR East : JO Yokosuka | Yokohama                   | Préfecture de Kanagawa |
| Ligne principale Tōkaidō                         | JS11                                             | Higashi-Totsuka                                  | 東戸塚                                           | 70,8                                             | ●                   | ●                   | ｜                | ｜                | JR East : JO Yokosuka | Yokohama                   | Préfecture de Kanagawa |
| Ligne principale Tōkaidō                         | TTKJS10                                          | Totsuka                                          | 戸塚                                             | 75,0                                             | ●                   | ●                   | ●                 | ●                 | JR East : JT Tōkaidō, JO Yokosuka Métro de Yokohama : ligne bleue | Yokohama                   | Préfecture de Kanagawa |
| Ligne principale Tōkaidō                         | OFNJS09                                          | Ōfuna                                            | 大船                                             | 80,6                                             | ●                   | ●                   | ●                 | ●                 | JR East : JK Negishi, JT Tōkaidō (interconnexion), JO Yokosuka (interconnexion) Monorail Shōnan | Kamakura                   | Préfecture de Kanagawa |
| Service des trains sur les lignes interconnectés | Service des trains sur les lignes interconnectés | Service des trains sur les lignes interconnectés | Service des trains sur les lignes interconnectés | Service des trains sur les lignes interconnectés | Local               | Local               | Local             | Rapide            | |                            |                        |
| Interconnexion ligne                             | Interconnexion ligne                             | Interconnexion ligne                             | Interconnexion ligne                             | Interconnexion ligne                             | JO Ligne Yokosuka   | JO Ligne Yokosuka   | JT Ligne Tōkaidō  | JT Ligne Tōkaidō  | |                            |                        |

## Matériel roulant
La ligne Shōnan–Shinjuku est parcourue par des rames automotrices série E231-1000 et E233-3000. Les trains sont des formations de 10 caisses (200 m) ou 15 caisses (300 m). Les formations de 15 caisses sont constituées d'un couplage d'un train de 10 caisses et d'un trains de 5 caisses.

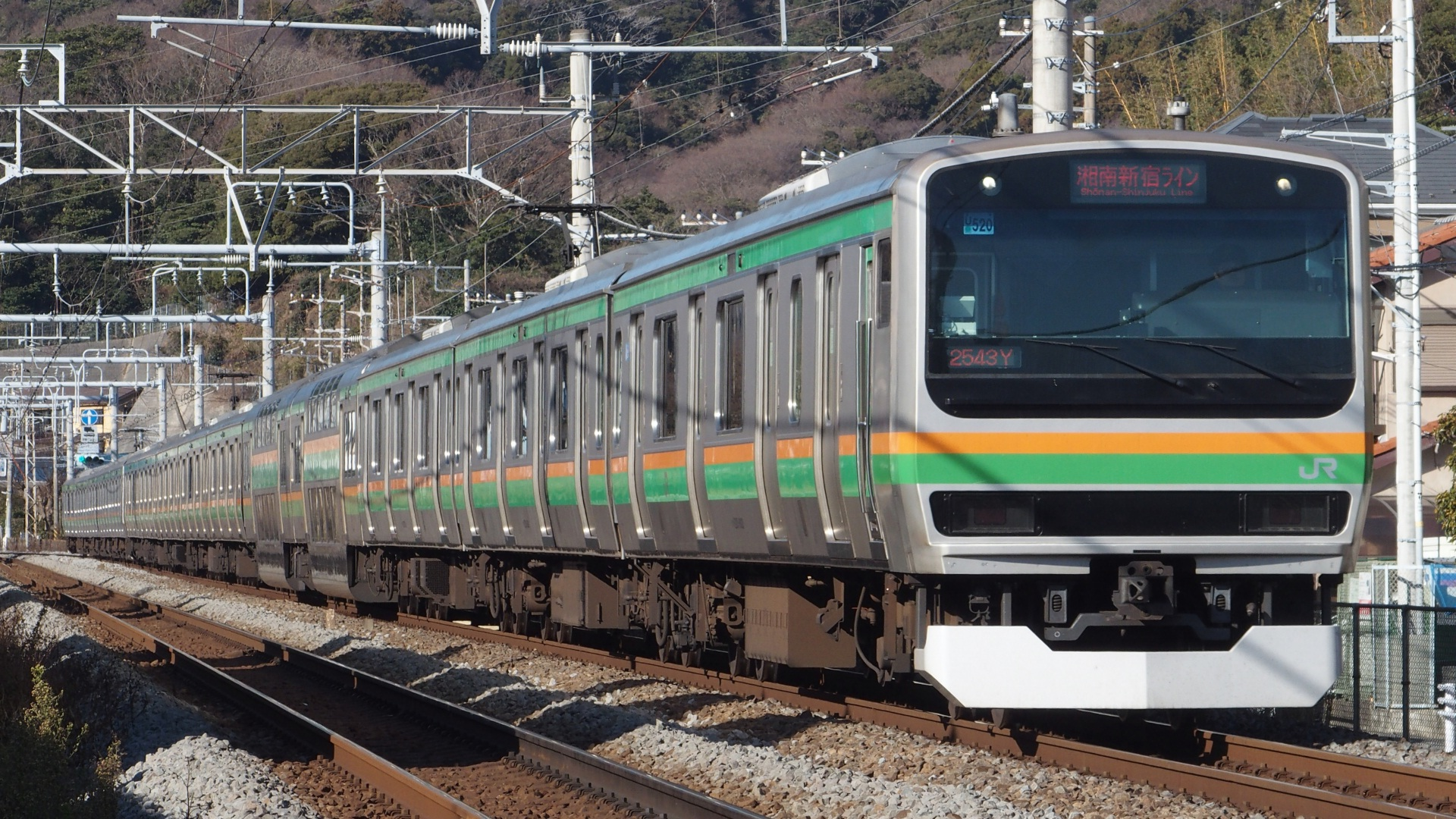
Série E231-1000.
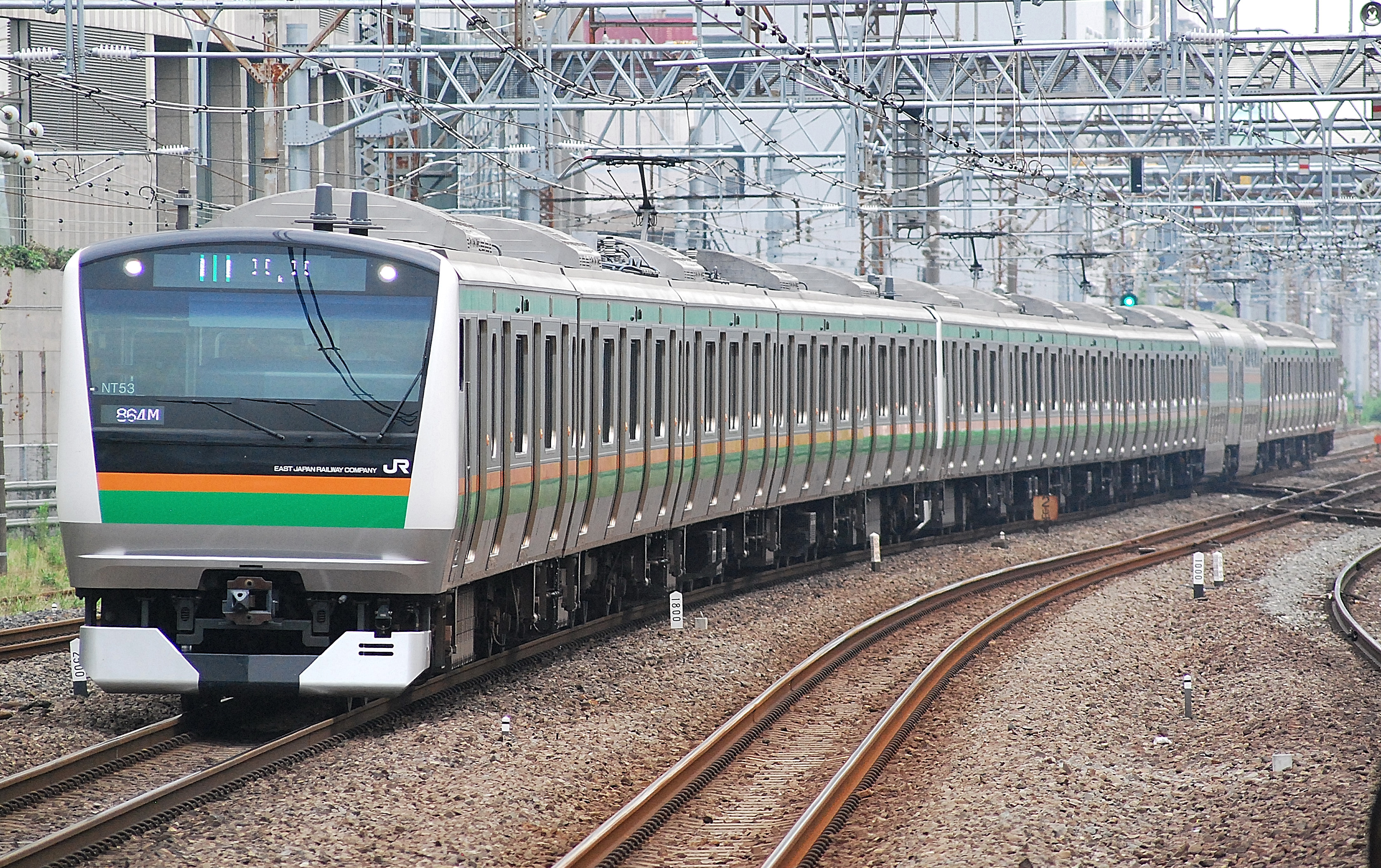
Série E233-3000.